# یوهانس هوسفلوت کلبو
یوهانس هوسفلوت کلبو (انگلیسی: Johannes Høsflot Klæbo؛ زادهٔ ۲۲ اکتبر ۱۹۹۶) اسکی‌باز صحرانوردی اهل نروژ است.